# Chalastospora ellipsoidea
Chalastospora ellipsoidea är en svampart som beskrevs av Crous & U. Braun 2009. Chalastospora ellipsoidea ingår i släktet Chalastospora och familjen Pleosporaceae.   Inga underarter finns listade i Catalogue of Life.